# 牛乳頭炎
牛乳頭炎（うしにゅうとうえん、英: bovine mammillitis）とは牛乳頭炎ウイルス感染を原因とするウシ、スイギュウの感染症。牛潰瘍性乳頭炎、偽ランピースキン病とも呼ばれる。牛乳頭炎ウイルスはヘルペスウイルス科シンプレックスウイルス属に属するDNAウイルスであり、牛ヘルペスウイルス2とも呼ばれる。症状は皮膚に結節を生じる偽ランピースキン型と乳頭や乳房に水疱や潰瘍が形成される乳頭炎型に分類される。